# تيم جونسون (مخرج)
تيم جونسون (بالإنجليزية: Tim Johnson)‏ هو رسام رسوم متحركة ومخرج أمريكي، ولد في 27 أغسطس 1961 في شيكاغو في الولايات المتحدة.

## وصلات خارجية
- تيم جونسون على موقع IMDb (الإنجليزية)
- تيم جونسون على موقع ألو سيني (الفرنسية)
- تيم جونسون على موقع أول موفي (الإنجليزية)
- تيم جونسون على موقع بوكس أوفيس موجو (الإنجليزية)
- تيم جونسون على موقع قاعدة بيانات الأفلام السويدية (السويدية)
- تيم جونسون على موقع قاعدة بيانات الفيلم (الإنجليزية)
- تيم جونسون على موقع كينوبويسك (الروسية)